# Campeonato Europeo de Ciclismo en Pista de 2024
El XV Campeonato Europeo de Ciclismo en Pista se celebró en Apeldoorn (Países Bajos) entre el 10 y el 14 de enero de 2024 bajo la organización de la Unión Europea de Ciclismo (UEC) y la Federación Neerlandesa de Ciclismo.
Las competiciones se realizaron en el velódromo Omnisport Apeldoorn de la ciudad neerlandesa. Fueron disputadas 22 pruebas, 11 masculinas y 11 femeninas.
Los ciclistas de Rusia y Bielorrusia fueron excluidos de este campeonato debido a la invasión rusa de Ucrania.

## Medallistas

### Masculino
| Evento                          | Oro                                                                                              | Plata                                                                                               | Bronce                                                                                  |
| ------------------------------- | ------------------------------------------------------------------------------------------------ | --------------------------------------------------------------------------------------------------- | --------------------------------------------------------------------------------------- |
| Velocidad individual (13.01)    | Harrie Lavreysen · Países Bajos                                                                  | Mateusz Rudyk · Polonia                                                                             | Mijail Yakovlev Israel                                                                  |
| Velocidad por equipos (10.01)   | Países Bajos · Roy van den Berg · Jeffrey Hoogland · Harrie Lavreysen · Tijmen van Loon · 41,958 | Francia Florian Grengbo Rayan Helal Sébastien Vigier 42,718                                         | Polonia · Daniel Rochna · Mateusz Rudyk · Rafał Sarnecki · Maciej Bielecki · 43,177     |
| Persecución individual (12.01)  | Daniel Bigham Reino Unido 4:05,783                                                               | Charlie Tanfield Reino Unido 4:07,777                                                               | Rasmus Pedersen Dinamarca 4:10,119                                                      |
| Persecución por equipos (11.01) | Reino Unido Daniel Bigham Ethan Hayter Charlie Tanfield Ethan Vernon Oliver Wood 3:45,218        | Dinamarca Carl-Frederik Bévort Tobias Hansen Niklas Larsen Rasmus Pedersen Frederik Madsen 3:46,372 | Italia · Davide Boscaro · Simone Consonni · Francesco Lamon · Jonathan Milan · 3:49,974 |
| 1 km contrarreloj (11.01)       | Matteo Bianchi · Italia · 1:00,272                                                               | Daan Kool · Países Bajos · 1:00,414                                                                 | Melvin Landerneau Francia 1:00,472                                                      |
| Carrera por puntos (14.01)      | Niklas Larsen Dinamarca 66 pts.                                                                  | Sebastián Mora Vedri · España · 58 pts.                                                             | Oscar Nilsson-Julien Francia 45 pts.                                                    |
| Scratch (12.01)                 | Iúri Leitão Portugal                                                                             | Tim Wafler · Austria                                                                                | Tobias Hansen Dinamarca                                                                 |
| Keirin (14.01)                  | Harrie Lavreysen · Países Bajos                                                                  | Mateusz Rudyk · Polonia                                                                             | Stefano Moro · Italia                                                                   |
| Madison (11.01)                 | Roger Kluge · Theo Reinhardt · Alemania · 64 pts.                                                | Thomas Boudat Donavan Grondin Francia 60 pts.                                                       | Michael Mørkøv Theodor Storm Dinamarca 50 pts.                                          |
| Eliminación (10.01)             | Tobias Hansen Dinamarca                                                                          | William Tidball Reino Unido                                                                         | Jules Hesters · Bélgica                                                                 |
| Ómnium (13.01)                  | Ethan Hayter Reino Unido 121 pts.                                                                | Niklas Larsen Dinamarca 121 pts.                                                                    | Fabio Van den Bossche · Bélgica · 118 pts.                                              |

### Femenino
| Evento                          | Oro                                                                                           | Plata                                                                                 | Bronce                                                                                              |
| ------------------------------- | --------------------------------------------------------------------------------------------- | ------------------------------------------------------------------------------------- | --------------------------------------------------------------------------------------------------- |
| Velocidad individual (12.01)    | Emma Finucane Reino Unido                                                                     | Lea Friedrich · Alemania                                                              | Emma Hinze · Alemania                                                                               |
| Velocidad por equipos (10.01)   | Alemania · Lea Friedrich · Pauline Grabosch · Emma Hinze · 45,899                             | Reino Unido Sophie Capewell Emma Finucane Katy Marchant Lowri Thomas 46,151           | Países Bajos · Kyra Lamberink · Hetty van de Wouw · Steffie van der Peet · 46,754                   |
| Persecución individual (14.01)  | Josie Knight Reino Unido 3:22,816                                                             | Franziska Brauße · Alemania · 3:22,819                                                | Anna Morris Reino Unido 3:22,934                                                                    |
| Persecución por equipos (11.01) | Italia · Elisa Balsamo · Martina Fidanza · Vittoria Guazzini · Letizia Paternoster · 4:12,551 | Reino Unido Megan Barker Josie Knight Anna Morris Jessica Roberts Neah Evans 4:15,950 | Alemania · Franziska Brauße · Lisa Klein · Lena Reißner · Laura Süßemilch · Mieke Kröger · 4:14,768 |
| 500 m contrarreloj (13.01)      | Katy Marchant Reino Unido 33,319                                                              | Taky Kouamé Francia 33,356                                                            | Pauline Grabosch · Alemania · 33,444                                                                |
| Carrera por puntos (13.01)      | Lotte Kopecky · Bélgica · 24 pts.                                                             | Anita Stenberg · Noruega · 19 pts.                                                    | Jarmila Machačová · República Checa · 18 pts.                                                       |
| Scratch (11.01)                 | Clara Copponi Francia                                                                         | Lani Wittevrongel · Bélgica                                                           | Martina Fidanza · Italia                                                                            |
| Keirin (14.01)                  | Lea Friedrich · Alemania                                                                      | Emma Finucane Reino Unido                                                             | Hetty van de Wouw · Países Bajos                                                                    |
| Madison (14.01)                 | Valentine Fortin Marion Borras Francia 50 pts.                                                | Katrijn De Clercq · Lotte Kopecky · Bélgica · 41 pts.                                 | Elisa Balsamo · Vittoria Guazzini · Italia · 28 pts.                                                |
| Eliminación (13.01)             | Lotte Kopecky · Bélgica                                                                       | Lea Teutenberg · Alemania                                                             | Jessica Roberts Reino Unido                                                                         |
| Ómnium (12.01)                  | Anita Stenberg · Noruega · 142 pts.                                                           | Neah Evans Reino Unido 136 pts.                                                       | Valentine Fortin Francia 131 pts.                                                                   |

## Medallero
| Núm. | País            | Oro | Plata | Bronce | Total |
| ---- | --------------- | --- | ----- | ------ | ----- |
| 1    | Reino Unido     | 6   | 6     | 2      | 14    |
| 2    | Alemania        | 3   | 3     | 3      | 9     |
| 3    | Países Bajos    | 3   | 1     | 2      | 6     |
| 4    | Francia         | 2   | 3     | 3      | 8     |
| 5    | Dinamarca       | 2   | 2     | 3      | 7     |
| 6    | Bélgica         | 2   | 2     | 2      | 6     |
| 7    | Italia          | 2   | 0     | 4      | 6     |
| 8    | Noruega         | 1   | 1     | 0      | 2     |
| 9    | Portugal        | 1   | 0     | 0      | 1     |
| 10   | Polonia         | 0   | 2     | 1      | 3     |
| 11   | Austria         | 0   | 1     | 0      | 1     |
| 11   | España          | 0   | 1     | 0      | 1     |
| 13   | Israel          | 0   | 0     | 1      | 1     |
| 13   | República Checa | 0   | 0     | 1      | 1     |
|      | TOTAL           | 22  | 22    | 22     | 66    |